# Selaginella pedata
Selaginella pedata är en mosslummerväxtart som beskrevs av Kl.. Selaginella pedata ingår i släktet mosslumrar, och familjen mosslummerväxter. Inga underarter finns listade i Catalogue of Life.